# اچ‌دی ۸۸۵۲۲
اچ‌دی ۸۸۵۲۲ یک ستاره است که در صورت فلکی تلمبه قرار دارد.